# Can Daniel (Santa Pau)
Can Daniel és una obra de Santa Pau (Garrotxa) inclosa a l'Inventari del Patrimoni Arquitectònic de Catalunya.

## Descripció
És un gran casal senyorial construït a la Plaça de Baix. D'aquesta noble fàbrica quasi no en conserva res. La seva façana principal fou remodelada durant les primeres dècades del segle xx. Es va conservar una llinda però va ser tota repicada. La façana més interessant és la del carrer del Pont. En ella hi ha un senzill finestral de línies gòtiques-renaixentistes amb una data: 1S94. La planta de l'edifici és rectangular, fou construït amb pedra volcànica i amb carreus en les obertures.

## Història
La vila de Santa Pau va créixer per la seva part nord, fora del recinte fortificat; en l'any 1466 la Reina, Donya Joana, cedeix uns terrenys situats prop de la porta de Vila Nova, per a construir una plaça; avui és la plaça de Baix. Cal destacar en ella el gran edifici de Can Cortada, l'únic que no va ser remodelat. Grabolosa explica que després de la nostra guerra civil, els magnífics casals que formaven part de la Plaça de Baix foren transformats en cases sense estil ni història. Avui pocs són dels detalls salvats d'aquelles nobles construccions.